# Capulus novaezelandiae
Capulus novaezelandiae is een slakkensoort uit de familie van de Capulidae. De wetenschappelijke naam van de soort is voor het eerst geldig gepubliceerd in 1978 door Dell.